# Maltby le Marsh
Maltby le Marsh är en ort och civil parish i Storbritannien.   Den ligger i grevskapet Lincolnshire och riksdelen England, i den sydöstra delen av landet, 200 km norr om huvudstaden London. Maltby le Marsh ligger 6 meter över havet och antalet invånare är 364.
Terrängen runt Maltby le Marsh är platt. Havet är nära Maltby le Marsh åt nordost. Runt Maltby le Marsh är det ganska tätbefolkat, med 75 invånare per kvadratkilometer. Närmaste större samhälle är Mablethorpe, 4,9 km nordost om Maltby le Marsh. Trakten runt Maltby le Marsh består till största delen av jordbruksmark.